# دوع أحمر
دُوْع أحمر أو سمك أحمر أو الشبوط[بحاجة لمصدر] نوع سمك من الدوع متوسط الحجم في فصيلة الشبوطيات. يوجد على نطاق واسع في مناطق شمال أوروبا.

## توزيع
يعتبر مبروك الدوع من الأنواع الأوروبية المنتشرة بكثرة، ويمتد مداها من إنجلترا إلى روسيا. توجد في أقصى الشمال حتى الدائرة القطبية الشمالية في الدول الاسكندنافية، وجنوبا حتى وسط فرنسا ومنطقة البحر الأسود. موطنها يشمل البحيرات والبرك والأنهار بطيئة الحركة. لقد ثبت أن الأسماك موطنها الأصلي إنجلترا ولم يتم إدخالها.

## الوصف والتصنيف
والدوع الأحمر هومتوسط الحجم من الشبوطيات، عادة 15 سنتيمتر (5.9 بوصة) في طول الجسم، ونادرًا ما يتجاوز الوزن الذي يزيد عن 2 كيلوغرام (4.4 رطل) ، ولكن أقصى طول إجمالي يبلغ 64 سنتيمتر (25 بوصة) للذكور،  وكان وزن أثقل منشور تم نشره 3 كيلوغرام (6.6 رطل).
يتم وصفها على نطاق واسع بأنها تتمتع بجسم من «اللون الأخضر الذهبي اللامع»،  ولكن هناك مصدر أكثر دقة ينص على أن الأسماك الصغيرة من البرونز الذهبي  ولكنها تصبح داكنة مع النضج، حتى تكتسب اللون الأخضر الداكن في الظهر، والجوانب العلوية البرونزية العميقة، والذهبي على الجانب السفلي والبطن، ولون أحمر[بحاجة لمصدر] أو زعانف برتقالية،  على الرغم من وجود اختلافات أخرى في اللون. وتتمثل إحدى السمات المميزة في الزعنفة المستديرة المحدبة، على عكس الأسماك الذهبية (أو ج. جيبيليو) الهجينة التي لها زعانف مقعرة. 
يمكن أن يكون التباين في شكل الدوع الأحمر مرتفعًا جدًا. عند التعايش في المياه حيث توجد الأسماك المفترسة مثل سمك البايك أو الفرخ، يحدث تغيير مستحث في مورفولوجيا السكان، من شكل أكثر نعومة إلى شكل جسم أعمق،  إلى شكل قرص مثالي تقريبًا مع زعانف مستديرة جيدًا، مما يجعل يصعب على الحيوانات المفترسة ابتلاع الدوع الأحمر.
يعتبر الدوع الأحمر أيضًا من الأنواع التي تنتمي إلى الجنس، مما أدى إلى حدوث ارتباك في تصنيف الأنواع المحلية في شرق آسيا.[بحاجة لمصدر]

هناك تقارير عن تهجين بين الدوع والأسماك الذهبية أو الوحشية،  والتي تم التحقق منها عن طريق إنتاج أنواع هجينة قابلة للحياة في ظروف معملية. على الرغم من أن الأنواع الهجينة التي تم إنتاجها بهذه الطريقة كانت عقيمة أو تقريبًا، فقد أثير التلوث الجيني للسكان الأصليين كمصدر قلق؛ حتى لو لم تستطع الهجينة الاستمرار في التكاثر، فإن الهجينة ف1 تظهر نشاطًا هجينًا أو تغايرًا، وتكون أكثر مهارة في العثور على الطعام وتجنب الحيوانات المفترسة من أي من والديها، والتي تم اقتراحها لتشكل تهديدًا محتملاً لدورش الأصلي عدد الشبوطيات. 

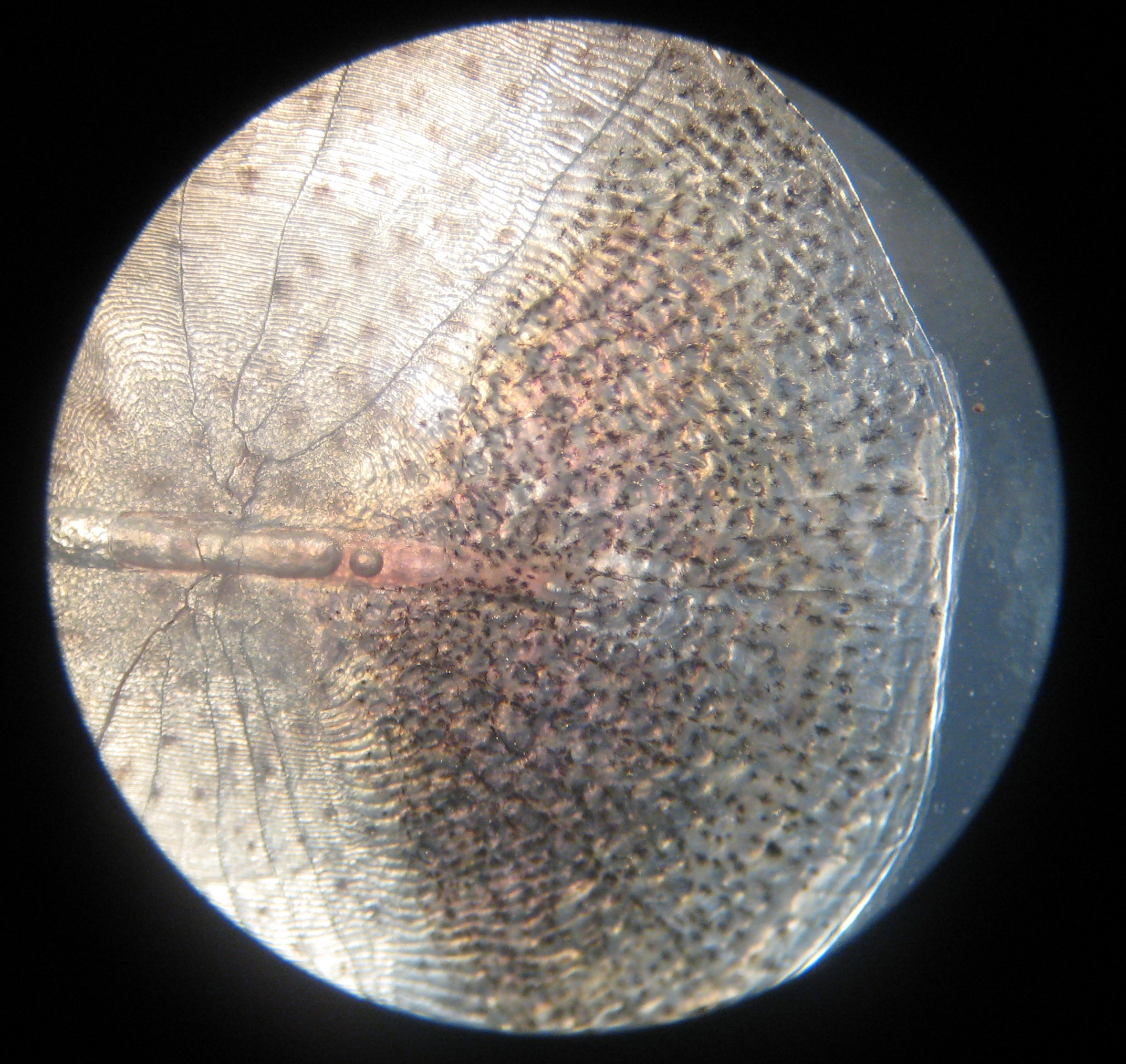
مقياس
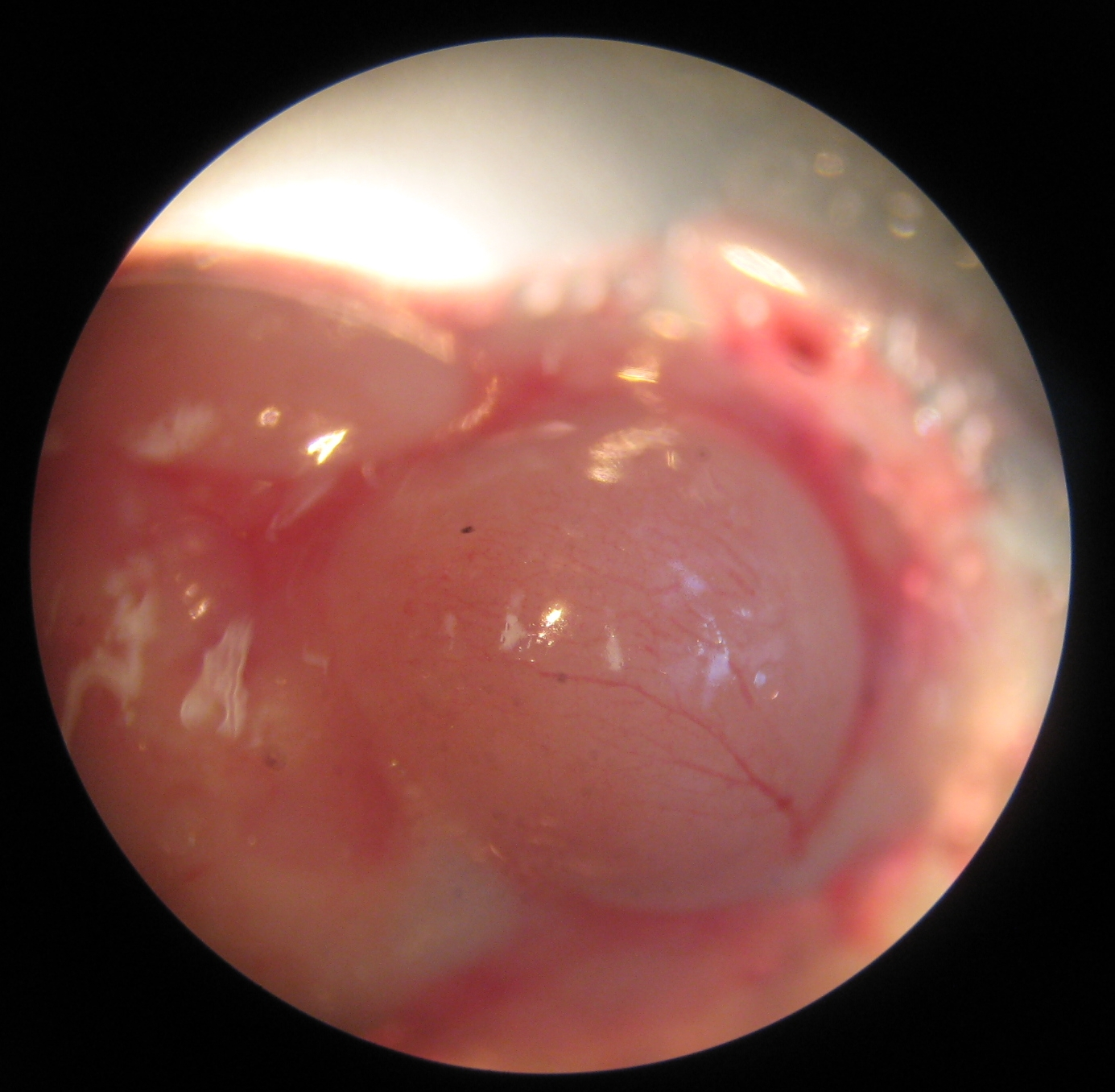
دماغ
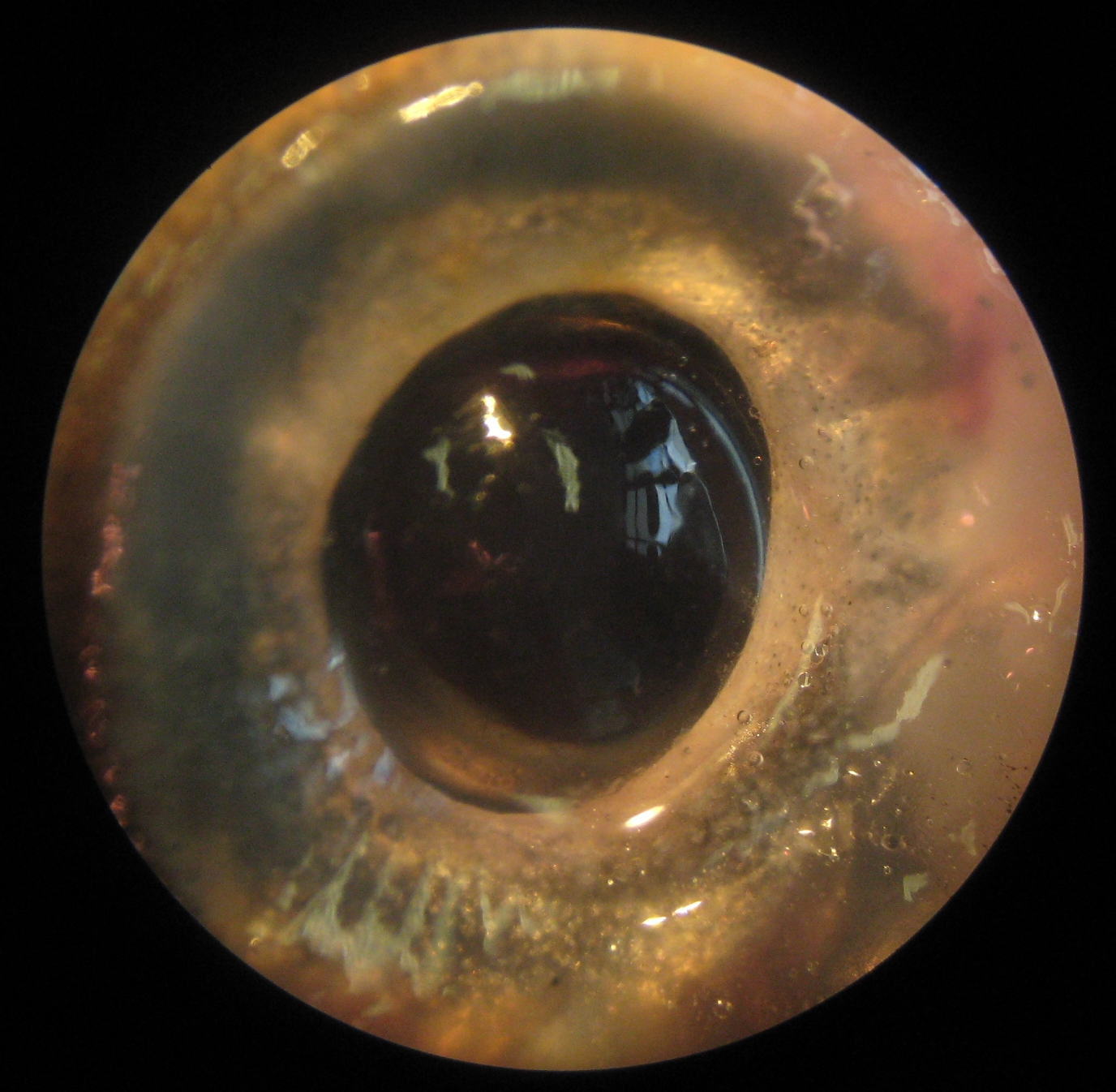
عين
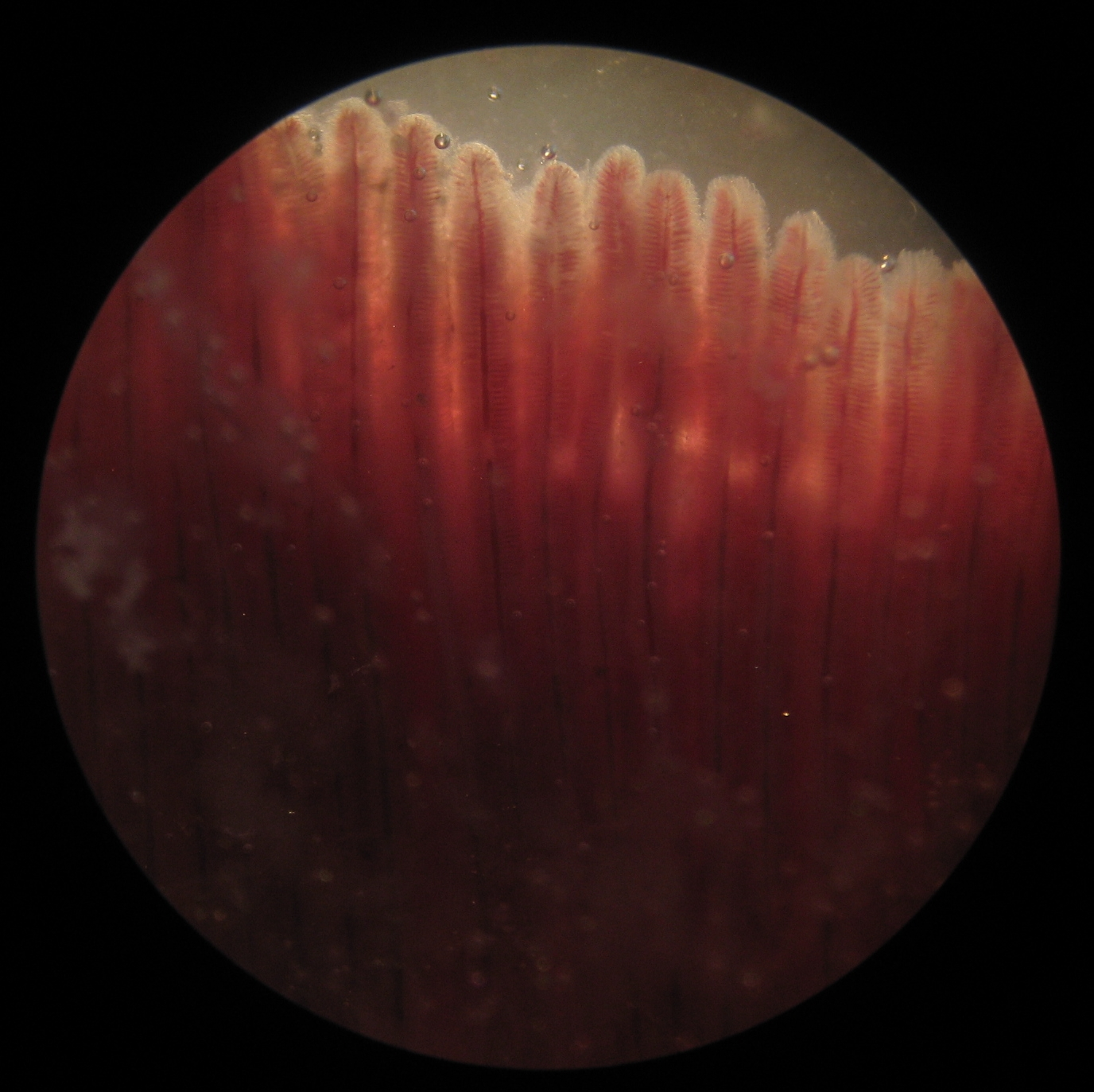
الخياشيم
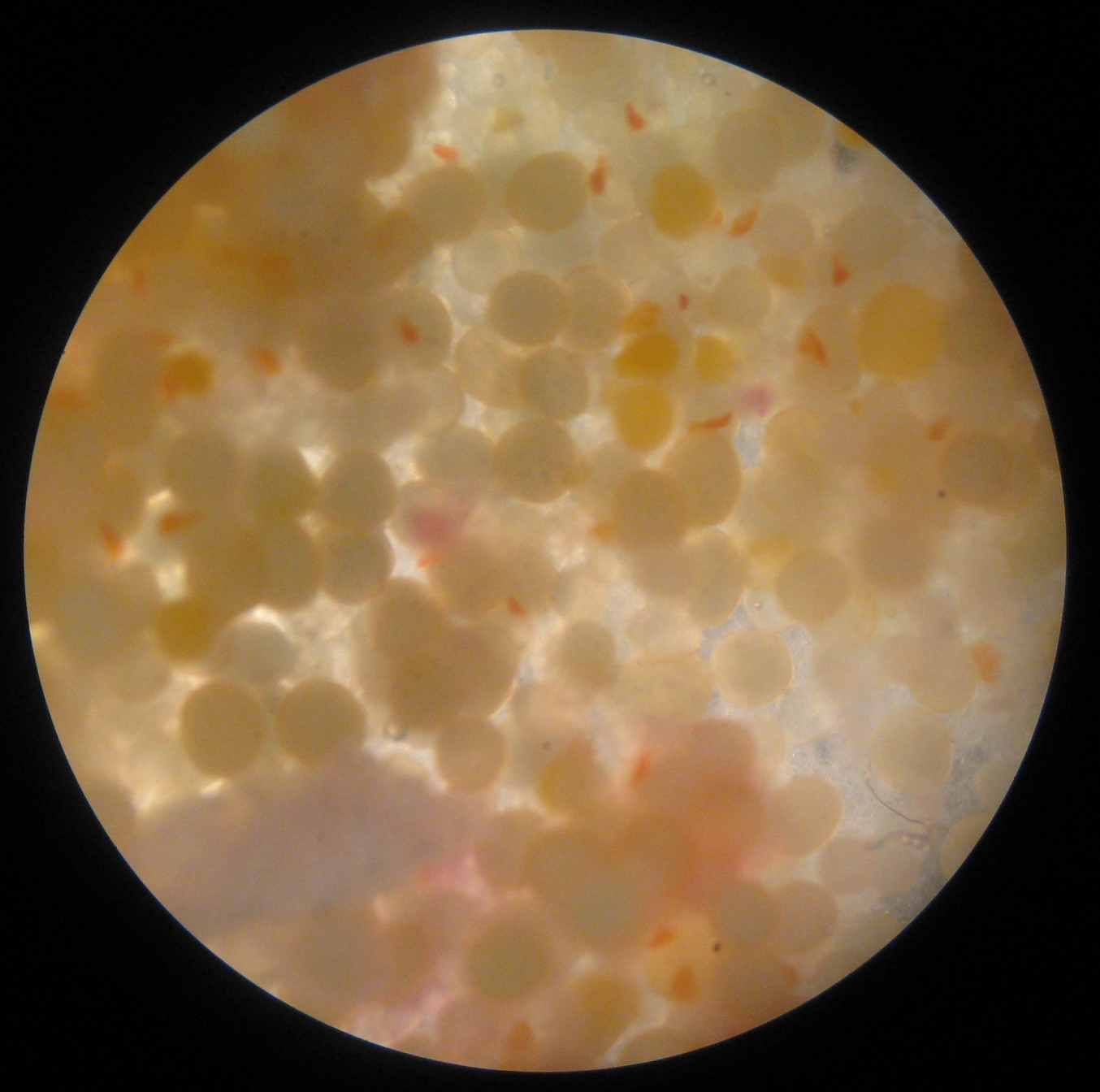
بيض

## علم وظائف الأعضاء
من الناحية التجريبية، تم إثبات أن عملية التمثيل الغذائي تتضمن إنتاج البيروفات من حمض البنيك، متبوعًا بنزع الكربوكسيل إلى الأسيتالديهيد الذي يتم بعد ذلك الهدرجة إلى الإيثانول باعتباره المنتج النهائي الأيضي الرئيسي. في المقابل تفرز الأسماك الإيثانول إلى حد كبير في الماء بدلاً من تراكمه إلى مستويات سامة في الأنسجة. إن إفراز اللاكتات بكميات كبيرة ليس وسيلة استقلاب شائعة ولا مرغوب فيها، ولكن إفراز الإيثانول لا يمثل تحديات أيضية خطيرة. تتجنب هذه الوسيلة الأيضية التراكم المميت للمنتجات الحامضية النهائية لتحلل السكر اللاهوائي.

## الرياضة انتهت
في بريطانيا، يعتبر الصيد الترفيهي أو التنافسي لهذه السمكة بالقضيب والعصا ضمن فئة الصيد الخشن. الرقم القياسي الذي تم اصطياده بالقضيب البريطاني لأكبر كروش هو أربعة أرطال وتسع أوقيات (2.085.500) kg) بواسطة مارتن بولرفي عام 2003، تعادل بواسطة جوشوا بلافينس في عام 2011. كانت هناك العديد من العطاءات لكسر هذا الرقم القياسي منذ ذلك الحين، ولكن تم رفضها على أنها ليست «صليبية حقيقية» ولكن على سبيل المثال، «نوع سمكة ذهبية بنية»  (على سبيل المثال، هجين مولود بين سمكة ذهبية غير محلية أو جيبيلو والأنواع والصليبية البريطانية). في هولندا، عينة كروشي نموذجية من 54 سم، وزنها 3 كلغ تم القبض عليه وتصويره.

## العلاقة بالسمكة الذهبية

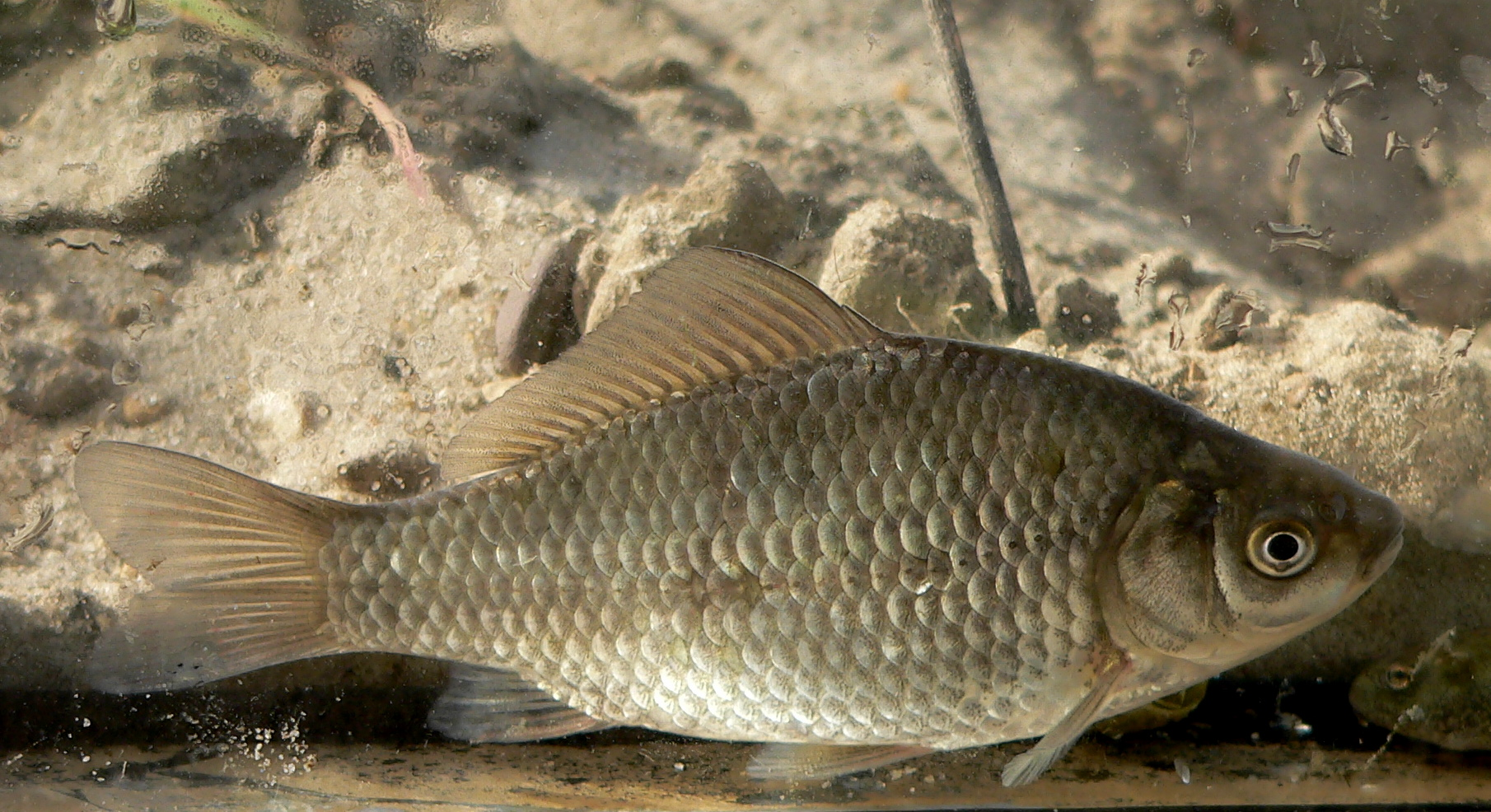
الكارب البروسي كاراسيوس جيبوليو على سبيل المقارنة

تذكر بعض المصادر أن السمكة الذهبية (كارسيوس اوراتوس) هي سلالة مزروعة من مبروك الدوع مأخوذة من البرية.
بصرف النظر عن الارتباك في التسمية، هناك قضية عملية تتمثل في التمييز بين مبروك الدوع الحقيقي من الأسماك المهجنة في الأسماك الذهبية، على سبيل المثال، الصيد الخشن التنافسي. يستند ما يلي إلى جدول مشابه من الإرشادات التي أعدتها جمعية فارنهام للصيد: 
| الدوع الأحمر (C. كاراسيوس)                                                                               | ذهبية (C. اوراتوس)                          |
| --- | ------------------------------------------- |
| أ) خطم مدور جيدا                                                                                         | أ) خطم أكثر مدببة                           |
| ب) البرونز الذهبي دائمًا                                                                                  | ب) غالبًا ما يكون لونه رمادي / أخضر          |
| ج) + 33 مقياس على طول الخط الجانبي (33 ؛ 31-36 مقياس )                                                   | ج) 31 قشورًا أو أقل على الخط الجانبي (27-31) |
| د) الأحداث لها بقعة سوداء في قاعدة الذيل تختفي مع تقدم العمر. ("علامة داكنة عابرة على السويقة الذيلية" ) | د) بقعة الذيل هذه غير موجودة أبدًا.          |
| هـ) ضعف الشعاع الأمامي للزعنفة الظهرية                                                                   | هـ)قوة الشعاع الرئيسي للزعنفة الظهرية       |
| و) الزعنفة الظهرية تكون أعلى لفترة أطول ومحدبة الشكل                                                     | و) الزعنفة الظهرية مقعرة الشكل              |
| ز) الزعنفة الذيلية مفصصة بشكل حاد                                                                        | ز) الزعنفة الذيلية متشعبة بشدة وحادة)       |

## روابط خارجية
- صحيفة الحقائق والتفاصيل التصنيفية وخرائط التوزيع وعرض الشرائح وصور Carassius carassius على موقع ZipcodeZoo.com.
- «كاراسيوس كاراسيوس». نظام معلومات تصنيف متكامل.
- الأسماك تحبس أنفاسها لعدة أشهر
- كيف «يحبس الكارب أنفاسه» خلال الشتاء - نيو ساينتست